# サテ
サテ（サテー、サテイ、ジャワ語: ꦱꦠꦺ、インドネシア語: sate、英語: satay）は、インドネシア、マレーシア、シンガポール、フィリピン、タイなどの東南アジア諸国で広く食べられている串焼き料理。
外見が日本の焼き鳥に似ているので「（現地風の）焼き鳥」と訳される場合が多いが、鶏肉が使用される「サテ・アヤム（sate ayam）」の他に、牛肉を使った「サテ・サピ（sate sapi）」、ヤギ肉を使った「サテ・カンビン（sate kambing）」など他の肉でも作られる。日本の焼き鳥より小ぶりの場合が多い。

## 概要
発祥はインドネシアのジャワ島で、アラビアからの移民の料理を改良した料理と言われる。
小さく切った鶏肉やヤギ肉を、ケチャップマニスや食塩、コリアンダーなどの香辛料で作ったタレに漬けこみ、串に刺して炭火でじっくり焼いたもの。現地では竹串ではなくヤシの木で作った串がよく使われ、また焼くのにもヤシがらがよく使われる。日本の焼き鳥と同じく大量の煙が出るので現地では家庭で作るよりも店で食べたり購入することのほうが多く、店先や屋台で作られている。
そのまま、あるいはピーナッツをすりつぶして作った甘めのソースをかけて食べる。西スマトラのパダンではカレーソースをかけて食べる牛肉や牛もつのサテがある。
国土の広いインドネシアでは地方により数々のバリエーションがある。（英語版を参照）
その他に水牛肉、ウサギ肉、豚肉（インドネシアで多いムスリムはタブーだが華人やヒンドゥー教徒が食べる。）、貝、ヘビやミズオオトカゲ（ビアワッ。Varanus salvator）もサテとして食べる。但し、売られているのは鶏肉のものが圧倒的に多く、その次はヤギ肉で、他は少ない。
マレーシアでも鶏肉を中心としたサテは代表的な料理のひとつとされている。このため、官製の航空書簡に絵と作り方がかかれていたり、外交パーティーでも用意されるほどである。マレーシアではクトゥパ（ketupat）と呼ばれる椰子の葉に包んだ米飯と、キュウリ、タマネギなどの付け合わせがいっしょに出されることが多い。
タイでは一般にサテというと専ら豚肉を用いたムー・サテ（หมูสะเต๊ะ）を指すが、イスラム教徒の多い深南部やバンコク首都圏などの大都市圏のイスラム教徒が多い地区では鶏肉を用いたガイ・サテ（ไก่สะเต๊ะ）が売られている。タイのサテのソースはソース・トゥワ（ซ๊อสถ่ัว；「豆のソース」の意）と呼ばれ、インドネシアやマレーシアのものと同様にピーナッツを主原料としているが、これらに比べると甘味が強いのが特徴である。またタイ北部ではカオマンガイの専門店でサイドメニューとして提供されることが多い。
台湾や中国の福建省では、大豆を加工した湯葉や押し豆腐を使ったサテを出す精進料理店もある。
語源は、タミル語で「肉」を意味する「சதை（タミル語ラテン翻字: catai）」とされる。福建語（閩南語）の「三塊肉」（saⁿ-tè-bah）とする辞書もあるが、「サテバ」などの言い方が残っておらず、福建語では「沙茶」（sa-te）とわざわざ音訳していることから考えると疑わしい。福建語の辞書には「三塊」説の存在を記しながらマレー語由来とするものがある。

## サテソース
サテに使うタレ、もしくは、それを中華風にアレンジしたソース、「沙茶醤」（福建語 サーテージュー、北京語 シャーチャージアン）、「沙嗲醤」（広東語 サーテージョン）が中国や台湾でよく売られており、本来の串焼き料理だけでなく、鍋料理、「沙嗲牛肉」などの炒め物、麺料理などの中華料理にも応用されている。

## サテ麺
サテ麺（沙茶麺、沙嗲麺）という麺料理が香港や福建省の廈門市などにある。
香港のサテ麺（沙嗲麺）は、インスタントラーメンや乾麺などを牛肉、エビ、干物などを使って作ったスープに入れ、サテ風味で焼いたり、炒めたりした牛肉（「沙嗲牛肉」）などの肉を載せた麺料理を言う。出前一丁などのインスタントラーメンのサテ麺も売られている。
福建省廈門市周辺のサテ麺（沙茶麺、沙嗲麺）は、サテソースを溶かし込んだスープに生麺を茹でて入れ、アヒルの心臓、大腸、エビ、イカ、豚肉、葉野菜など、茹でた好みの具を載せた麺料理である。この場合の「サテ」という言葉は、焼いた肉や料理法をいうのではなく、サテに使う調味料という意味に変わっている。

## その他

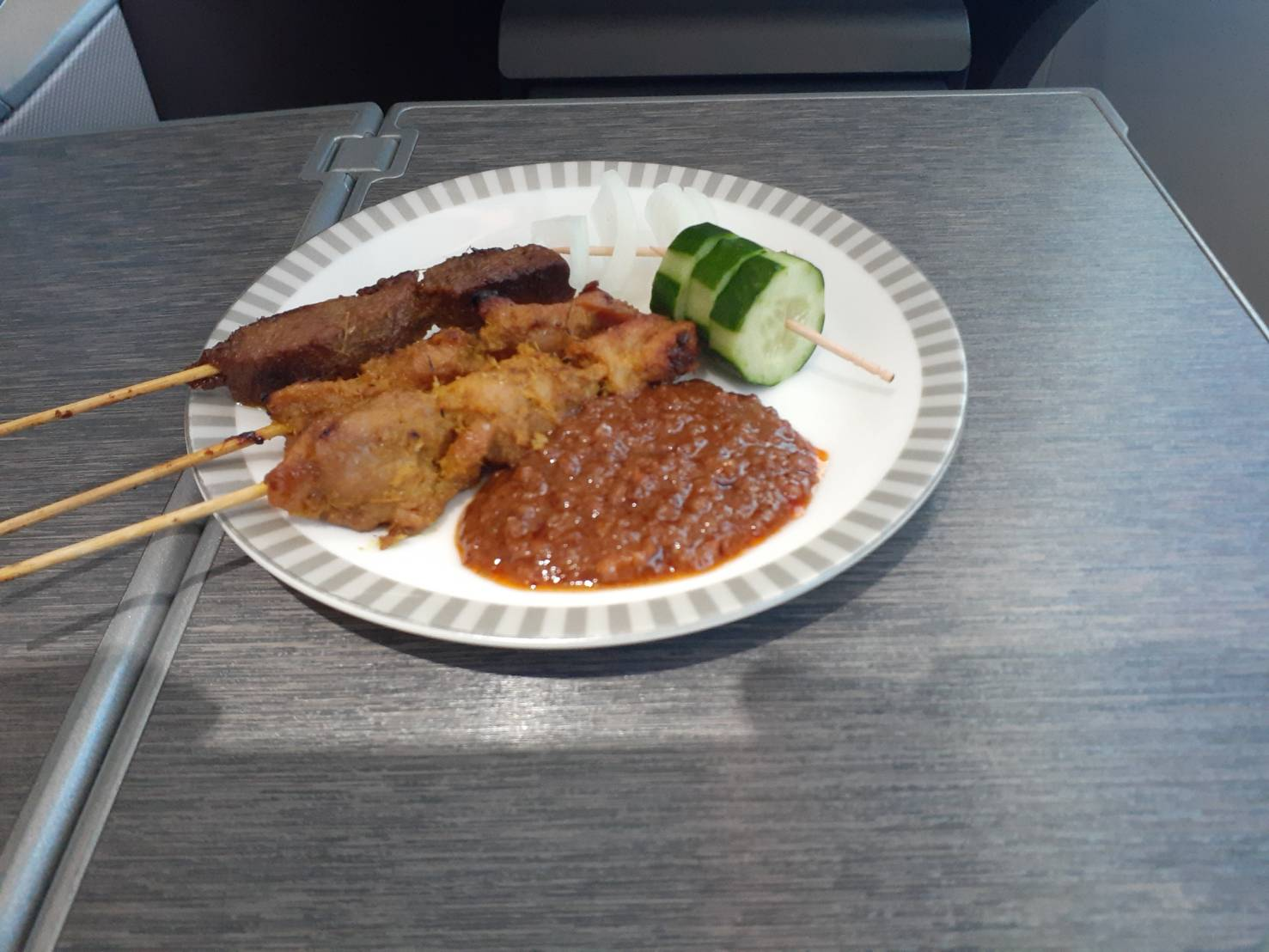
シンガポール航空のビジネスクラスで、前菜として提供されたサテ。

- シンガポール航空やマレーシア航空のビジネスクラスやファーストクラスに搭乗すると通常の食事と別に出されることがある。またジェットスター・アジア航空などでも、有料の機内食メニューとして注文することができる。